# He Ning
He Ning (Ningbo, China, 13 de noviembre de 1990) es una gimnasta artística china, campeona del mundo en 2006 en el concurso por equipos, y subcampeona del mundo en 2007 en el mismo concurso.

## Carrera deportiva
En el Mundial celebrado en Aarhus en 2006 consigue la medalla de oro en el concurso por equipos, quedando por delante de las estadounidenses y rusas; las otras cinco componentes de su equipo fueron: Zhou Zhuoru, Zhang Nan, Cheng Fei, Pang Panpan y Li Ya.
En el Mundial celebrado en Stuttgart en 2007 ayudó a sus compañeras a conseguir la medalla de plata —quedando solo tras las estadounidenses—; las otras cinco componentes del equipo eran: Cheng Fei, Jiang Yuyuan, Yang Yilin, Xiao Sha y Li Shanshan.